# Walckenaeria nodosa
Walckenaeria nodosa este o specie de păianjeni din genul Walckenaeria, familia Linyphiidae, descrisă de O. P.-cambridge, 1873. Conform Catalogue of Life specia Walckenaeria nodosa nu are subspecii cunoscute.